# Supercopa Argentina de Voleibol Masculino de 2023
A Supercopa Argentina de Voleibol Masculino de 2023, oficialmente Supercopa Municipalidad de Monteros, foi a 13.ª edição deste torneio organizado anualmente pela Associação de Clubes da Liga Argentina de Voleibol (ACLAV). O torneio ocorreu nos dias 18 e 19 de outubro e contou com a presença de quatro equipes argentinas.
A equipe do Mutual Policial Formosa conquistou seu primeiro título ao derrotar o UPCN Vóley Club por 3 sets a 1. Pelo mesmo placar, o Monteros Vóley Club completou o pódio da competição ao derrotar o Ciudad Vóley.

## Regulamento
O torneio foi disputado em sistema eliminatório, nas fases semifinais, disputa pelo terceiro lugar e final.

## Local das partidas
| Monteros, Argentina                 |
| Polideportivo Municipal de Monteros |
| ----------------------------------- |
|                                     |
| Capacidade: 2 500                   |

## Equipes participantes
As seguintes equipes se qualificaram para a Supercopa Argentina de 2023:
| Equipe                  | Cidade       | Qualificação                           | Última participação |
| ----------------------- | ------------ | -------------------------------------- | ------------------- |
| Ciudad Vóley            | Buenos Aires | Campeão da LVA de 2022–23              | 2022                |
| UPCN Vóley Club         | San Juan     | Campeão da Supercopa Argentina de 2022 | 2022                |
| Mutual Policial Formosa | Formosa      | Semifinalista da LVA de 2022–23        | 2022                |
| Monteros Vóley Club     | Monteros     | Semifinalista da LVA de 2022–23        | Estreante           |

## Resultados
|  | Semifinais              | Semifinais      |                         |   | Final | Final |
|  |                         |                 |                         |   |       |       |
|  | 18 de outubro           |                 |                         |   |       |       |
|  |                         |                 |                         |   |       |       |
|  | Ciudad Vóley            | 2               |                         |   |       |       |
|  | Ciudad Vóley            | 2               | 19 de outubro           |   |       |       |
|  | Mutual Policial Formosa | 3               |                         |   |       |       |
|  | Mutual Policial Formosa | 3               | Mutual Policial Formosa | 3 |       |       |
|  | 18 de outubro           |                 | Mutual Policial Formosa | 3 |       |       |
|  |                         | UPCN Vóley Club | 1                       |   |       |       |
|  | Monteros Vóley Club     | UPCN Vóley Club | 1                       | 1 |       |       |
|  | Monteros Vóley Club     |                 |                         | 1 |       |       |
|  | UPCN Vóley Club         | 3               |                         |   |       |       |
|  | UPCN Vóley Club         | 3               | Terceiro lugar          |   |       |       |
|  |                         |                 |                         |   |       |       |
|  | 19 de outubro           |                 |                         |   |       |       |
|  |                         |                 |                         |   |       |       |
|  | Ciudad Vóley            | 1               |                         |   |       |       |
|  | Ciudad Vóley            | 1               |                         |   |       |       |
|  | Monteros Vóley Club     | 3               |                         |   |       |       |

- As partidas seguem o horário local (UTC−3).

### Semifinais
| Data   | Hora  |                     | Placar |                         | Set 1 | Set 2 | Set 3 | Set 4 | Set 5 | Total   | Relatório |
| ------ | ----- | ------------------- | ------ | ----------------------- | ----- | ----- | ----- | ----- | ----- | ------- | --------- |
| 18 out | 19:00 | Ciudad Vóley        | 2–3    | Mutual Policial Formosa | 17–25 | 27–29 | 25–21 | 25–22 | 8–15  | 102–112 | Relatório |
| 18 out | 22:00 | Monteros Vóley Club | 1–3    | UPCN Vóley Club         | 20–25 | 25–23 | 12–25 | 24–26 |       | 81–99   | Relatório |

### Terceiro lugar
| Data   | Hora  |                     | Placar |              | Set 1 | Set 2 | Set 3 | Set 4 | Set 5 | Total | Relatório |
| ------ | ----- | ------------------- | ------ | ------------ | ----- | ----- | ----- | ----- | ----- | ----- | --------- |
| 19 out | 19:00 | Monteros Vóley Club | 3–1    | Ciudad Vóley | 25–21 | 25–23 | 23–25 | 25–23 |       | 98–92 | Relatório |

### Final
| Data   | Hora  |                 | Placar |                         | Set 1 | Set 2 | Set 3 | Set 4 | Set 5 | Total | Relatório |
| ------ | ----- | --------------- | ------ | ----------------------- | ----- | ----- | ----- | ----- | ----- | ----- | --------- |
| 19 out | 22:00 | UPCN Vóley Club | 1–3    | Mutual Policial Formosa | 19–25 | 25–15 | 26–28 | 17–25 |       | 87–93 | Relatório |

## Classificação final
| Posição           | Equipe                  |
| ----------------- | ----------------------- |
| Medalha de ouro   | Mutual Policial Formosa |
| Medalha de prata  | UPCN Vóley Club         |
| Medalha de bronze | Monteros Vóley Club     |
| 4                 | Ciudad Vóley            |

| Supercopa Argentina de 2023                  |
| Formosa (província)                          |
| -------------------------------------------- |
| Campeão Mutual Policial Formosa (1.º título) |

| Elenco |
| --- |
| Iván Aquino, Gerónimo Elgueta, Pablo Rivera, Sergio Acosta, Pablo Urchevich, Marcos Richards, Tobías Scarpa, Gastón Ortiz, Maximiliano Quiñonez, Mateo Carrón, Juan Alamino, Agustín Gallardo, David Rivero, Nathan Krupp |
| Técnico |
| Martín López |